# 纪家镇 (雷州市)
纪家镇，是中华人民共和国广东省湛江市雷州市下辖的一个乡镇级行政单位。
位於雷州市西北部。北臨遂溪縣，西面北部灣。鎮公所紀家圩。
當地每年秋季有大批候鳥渡冬，但當地人大量捕殺它們食用。

## 行政区划
纪家镇下辖以下地区：
镇中社区、纪家糖厂社区、坡门村、公益村、双石村、林西村、双水村、莫宅村、南塘村、曲溪村、盐灶仔村、豪郎村、上郎村、纪家村、潭杰村、文园村、锦盘村、先锋村、北仔村、包金村、官长村、周家村、曲港村、后坑村、迈特村、海联村、吴宅村、恬神村、沙口村和罗灵村。

## 中国传统村落
2013年8月，周家村被评为第二批中国传统村落。